# Grabowo (powiat łobeski)

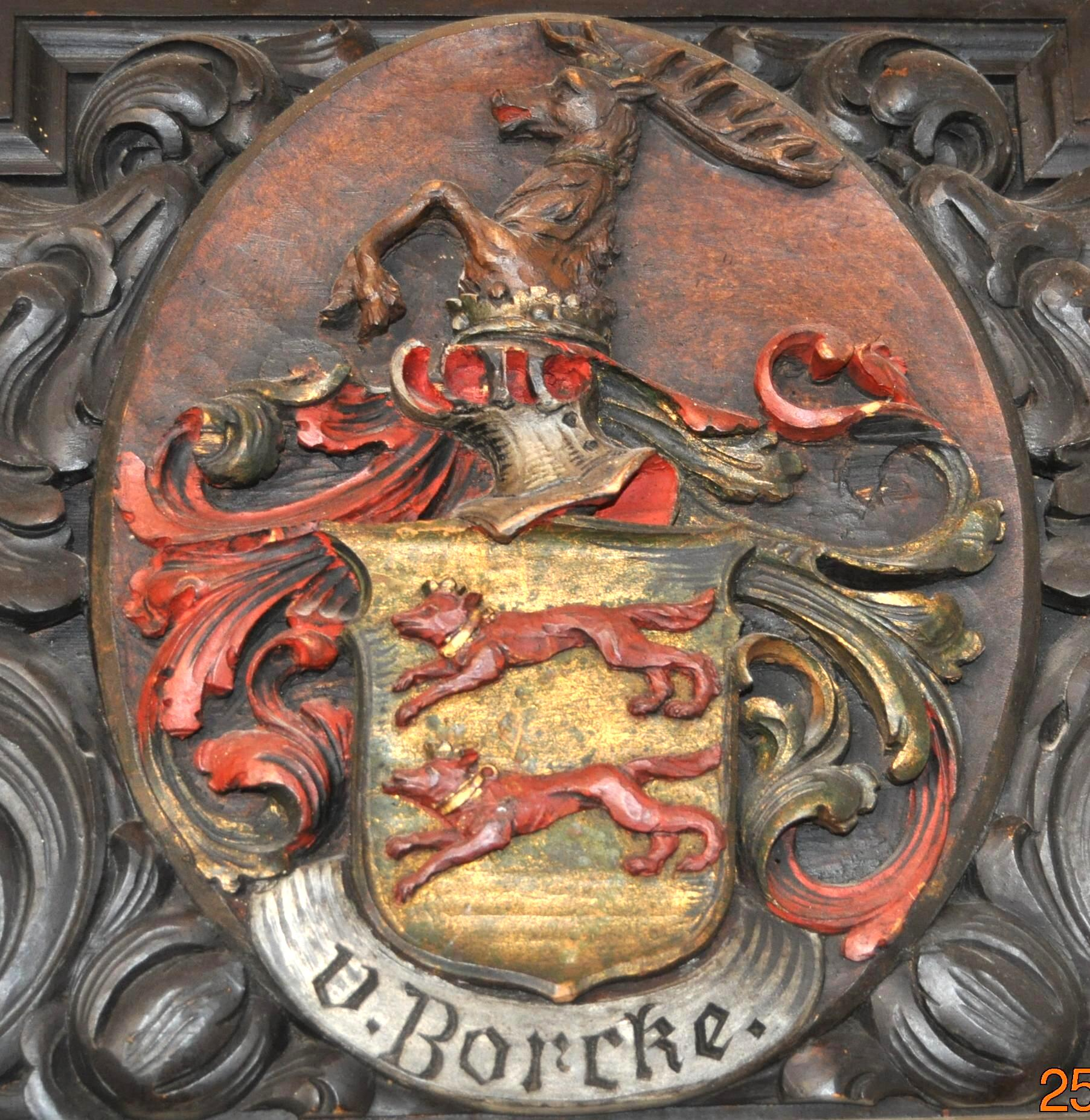
Herb rodowy rodu Borcke

Grabowo (niem. Grabow) – osada sołecka w Polsce, położona w województwie zachodniopomorskim, w powiecie łobeskim, w gminie Łobez. 

## Historia
Grabowo było lennem rodziny Borcke. Ostatnim właścicielem wsi do roku 1945 był Jürgen von Borcke.  
W latach 1818–1945 miejscowość administracyjnie należała do Landkreis Regenwalde (Powiat Resko) z siedzibą do roku 1860 w Resku, a następnie w Łobzie. W 1920 roku postawiono w Grabowie kamienny krzyż upamiętniający mieszkańców wsi poległych w I wojnie światowej. W latach 1975–1998 wieś należała administracyjnie do województwa szczecińskiego.

## Nazwa
W roku 1490 wieś nosiła nazwę grabouw. Wieś ma nazwę Grabow na mapie Lubinusa z 1618. Do roku 1949 miejscowość nosi nazwę Grabow, następnie Grabowo. Obecna nazwa miejscowości ma związek z nazwą historyczną.

## Demografia
W roku 1905 miejscowość liczyła 261 mieszkańców. Według danych z 29 września 2014 r. wieś miała mieszkańców 216 mieszkających w 19 domach. W 2022 wieś miała 230 mieszkańców.

## Zabytki
- Park pałacowy z XIX w. wpisany jest do rejestru zabytków od 1979 roku
- Pałac z wieku XIX[10], którego gospodarzem jest obecnie stowarzyszenie MONAR[11]
- Kościół z 1909 r., murowany, obecnie p.w. Podwyższenia Krzyża Świętego.

## Osoby związane z Grabowem
- Paul von Borcke (ur. 30 października 1840 w Grabowie, powiat Regenwalde, zm. 8 stycznia 1893 w Rynowie) – niemiecki właściciel majątku ziemskiego i poseł do parlamentu.

## Galeria

Wieś Grabow na mapie Lubinusa z 1618 r.
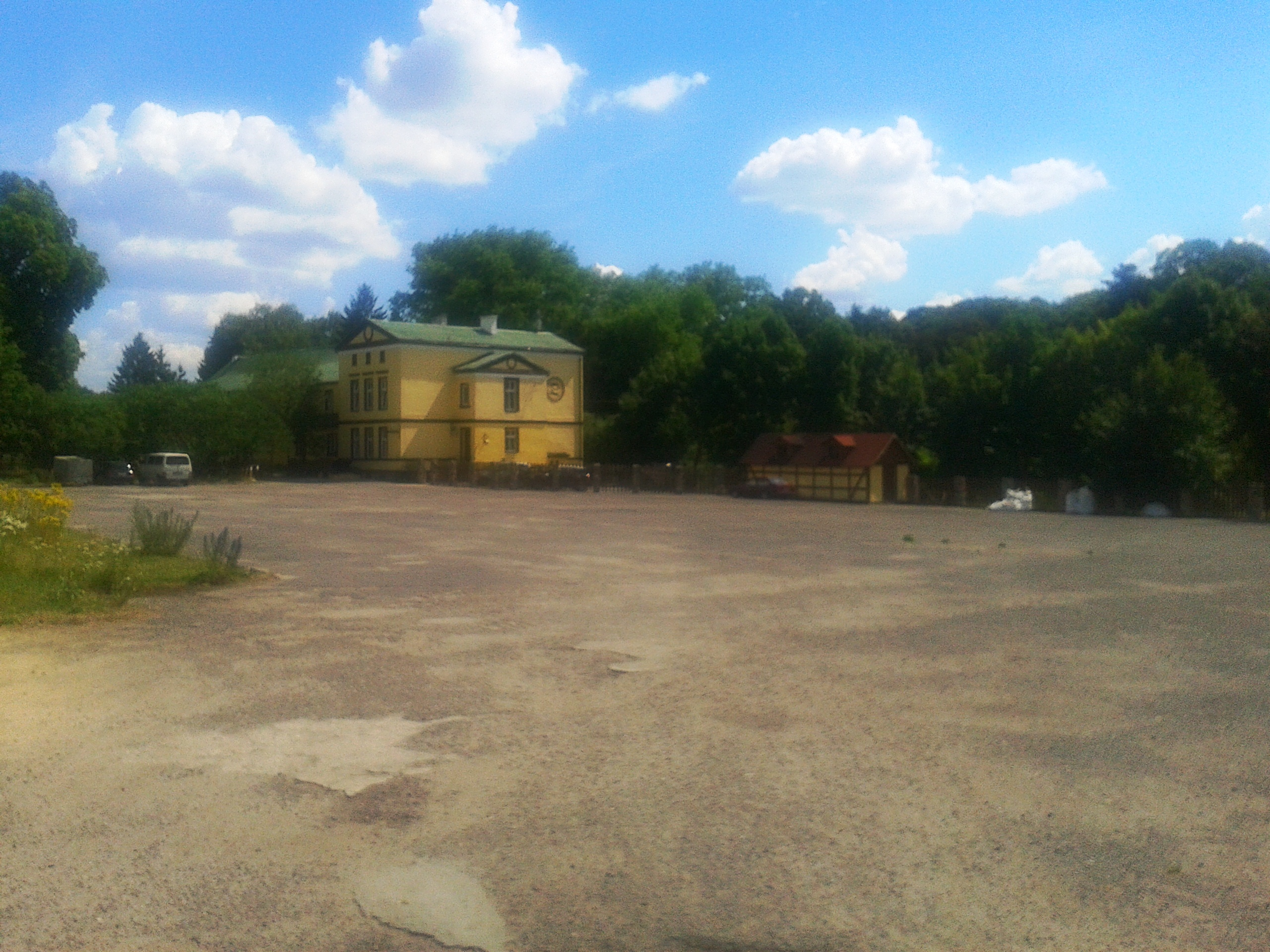
Pałac i park